# Harry J. Sonneborn
Harry J. Sonneborn (12 de junio de 1916-21 de septiembre de 1992) fue un empresario estadounidense, primer presidente y director ejecutivo de McDonald's Corporation.

## Vida y carrera
Sonneborn nació en Evansville, Indiana, hijo de Minnie (Greenbaum) y Mark Harry Joseph.[cita requerida] Fue adoptado y criado por la hermana de su padre, Jeanette (Joseph), y su esposo, Louis Sonneborn, en la ciudad de Nueva York . Su familia era judía .

### Etapa en McDonald's
Sonneborn, exvicepresidente de finanzas de Tastee-Freez, se acercó a Ray Kroc con el concepto de que Kroc fuera dueño del terreno en el que se construirían los puntos de venta de McDonald y luego arrendara ese terreno al franquiciado. Este modelo de negocios condujo al crecimiento explosivo de McDonald's; los negocios de bienes raíces se manejaron a través de una corporación especialmente formada llamada McDonald's Franchise Realty Corp. El "modelo Sonneborn" persiste hasta el día de hoy dentro de la corporación y podría haber sido la decisión financiera más importante en la historia de la empresa. Las propiedades inmobiliarias actuales de McDonald's representan 37.700 millones de dólares en su hoja de balance, aproximadamente el 99 % de los activos de la empresa y aproximadamente el 35 % de sus ingresos globales.
Kroc nombró a Sonneborn como el primer presidente y director ejecutivo de McDonald's en 1959, cargo que ocupó hasta que renunció en 1967 debido a una pelea con Kroc. Kroc había insistido en continuar la expansión, mientras que Sonneborn era conservador con la opinión de que el país se dirigía a una recesión y detuvo la construcción de nuevas tiendas.

### Otros intereses comerciales
Después de dejar McDonald's, Sonneborn continuó involucrado en el mundo de los negocios a través del mercado de valores, las inversiones de capital y la banca.[cita requerida] Él y su esposa Aloyis fundaron varias fundaciones filantrópicas.[cita requerida]

## En la cultura popular
En la película de 2016 The Founder, Sonneborn fue interpretado por el actor BJ Novak, quien pronunció la famosa frase "No estás en el negocio de las hamburguesas, estás en el negocio inmobiliario".

## Otras lecturas
- Love, John F. (1995). McDonald's: Behind the Arches. New York: Bantam Books. ISBN 0-553-34759-4. (inglés)